# Ruanda nos Jogos Olímpicos de Verão de 2012
Ruanda competiu nos Jogos Olímpicos de Verão de 2012, que aconteceram na cidade de Londres, no Reino Unido, de 27 de julho a 12 de agosto de 2012.

## Natação
Masculino
| Atletas            | Evento     | Eliminatórias | Eliminatórias | Semifinal   | Semifinal   | Final       | Final       |
| Atletas            | Evento     | Tempo         | Posição       | Tempo       | Posição     | Tempo       | Posição     |
| ------------------ | ---------- | ------------- | ------------- | ----------- | ----------- | ----------- | ----------- |
| Jackson Niyomugabo | 50 m livre | 27s38         | 52º           | Não avançou | Não avançou | Não avançou | Não avançou |